# The Gifted – Kiválasztottak
A The Gifted – Kiválasztottak (eredeti cím: The Gifted) 2017 és 2019 között vetített  amerikai szuperhős sorozat, amelyet Matt Nix alkotott. A főbb szerepekben Stephen Moyer, Amy Acker, Sean Teale, Natalie Alyn Lind és Percy Hynes White látható.
Amerikában a Fox 2017. október 2-án, Magyarországon a Fox  2017. október 24-én mutatta be.
Két évad után törölték a sorozatot.

## Cselekmény
Két átlagos szülő menekül családjával a kormány elől, amikor felfedezik, hogy gyermekeik mutáns képességekkel rendelkeznek, és csatlakoznak a mutánsok földalatti közösségéhez, akiknek a túlélésért kell harcolniuk. Később a földalatti közösség több tagja elhagyja a belső kört, és  konfliktus alakul ki e csoportok, valamint mások között, akiknek saját szélsőséges ideológiáik vannak.

## Szereplők

### Főszereplők
| Szereplő                    | Színész           | Magyar hang                                                                 | Leírás |
| --------------------------- | ----------------- | --------------------------------------------------------------------------- | --- |
| Reed Strucker               | Stephen Moyer     | Lux Ádám                                                                    | Mutánsok apja, aki megpróbálja összeegyeztetni a családi kötelességeit a kerületi ügyészi munkájával. Később kiderül, hogy Reed egy mutáns, aki képes energiát termelni és manipulálni, valamint anyagot bomlasztani.      |
| Kate Strucker               | Amy Acker         | Sallai Nóra                                                                 | Anya és ápolónő, aki küzd az "egyre nagyobb kihívást jelentő" tinédzser gyermekeivel. |
| Marcos Diaz / Homály        | Sean Teale        | Gacsal Ádám                                                                 | Lázadó mutáns, aki képes elnyelni és manipulálni a fotonokat. Eclipse-t emberi szülei elutasították, és drogcsempészetben nőtt fel. A mutáns alvilág arra használja őt, hogy mutánsokat csempésszen biztonságba Mexikóban. |
| Lauren Strucker             | Natalie Alyn Lind | Hermann Lilla                                                               | Egy "tökéletes" gyerek. Mutáns ereje lehetővé teszi számára, hogy erőtereket hozzon létre levegő- vagy vízmolekulák összenyomásával.                                                                                       |
| Andy Strucker               | Percy Hynes White | Straub Martin (1. évad, kivéve a 11. rész) Nagy Gereben (11. rész, 2. évad) | Egy érzékeny magányos ember, aki magának való. Mutáns képessége a telekinézis egy formája, képes molekuláris szinten szétszedni dolgokat az elméjével.                                                                     |
| Jace Turner                 | Coby Bell         | Kálid Artúr                                                                 | Az Őrszem Szolgálat ügynöke, aki megpróbálja megtalálni a Struckereket és a többi mutánst. |
| Clarice Fong / Blink        | Jamie Chung       | Vági Viktória                                                               | Egy "szarkasztikus, élénk" mutáns, aki teleportációs képességekkel rendelkezik. A mutáns alvilág "független gondolkodású" tagja.                                                                                           |
| John Proudstar / Viharmadár | Blair Redford     | Hamvas Dániel                                                               | Erős akaratú mutáns, aki emberfeletti erővel, tartóssággal, fokozott gyógyulással és emberfeletti érzékekkel rendelkezik, a földalatti közösség vezetője.                                                                  |
| Lorna Dane / Polaris        | Emma Dumont       | Csifó Dorina                                                                | Bátor és hűséges mutáns, akinek képességei közé tartozik a mágnesesség irányítása. A bipoláris zavar miatt "instabil". |
| Frost nővérek               | Skyler Samuels    | Majsai-Nyilas Tünde                                                         | Esmé, Sophie és Phoebe Frost telepatikus hármasikrek, akiknek saját tervük van, külön a mutáns földalatti szervezet, a Őrszem Szolgálat és a Trask Industries terveitől.                                                   |
| Reeva Payge                 | Grace Byers       | Solecki Janka                                                               | A "Belső Kör" vezetője egy elit követői csoporttal. |

### Mellékszereplők
| Szereplő                | Színész         | Magyar hang      | Leírás                                                                                        |
| ----------------------- | --------------- | ---------------- | --------------------------------------------------------------------------------------------- |
| Edward "Ed" Weeks       | Joe Nemmers     | Vári Attila      | Az Őrszem Szolgálat ügynöke, aki Turnerrel dolgozik.                                          |
| Sonya Simonson / Álmodó | Elena Satine    | Csuha Borbála    | Mutáns, aki képes "hozzáadni vagy kivonni" mások emlékeit.                                    |
| Lowrey Brown            | Tom O’Keefe     | Seszták Szabolcs | Rendőrtiszt és egy washingtoni Purgálók sejt vezetője. Később beszervezi Jace-t a Purgálókba. |
| Benedict Ryan           | Peter Gallagher | Csankó Zoltán    | Népszerű tévéhíradós, a mutánsok ellenzője és titokban a Purgálók nagy támogatója.            |

### További szereplők
| Szereplő     | Színész       | Magyar hang                                  | Leírás |
| ------------ | ------------- | -------------------------------------------- | --- |
| Gus / Hullám | Zach Roerig   | Pál Tamás                                    | Mutáns, aki képes kikapcsolni az elektromos rendszereket és más mutánsok képességeit. Hűséges a Őrszem Szolgálathoz egy program miatt. |
| Trader       | D James Jones | Horváth-Töreki Gergely                       | Mutáns, aki képes elhomályosítani mások látását, hogy elrejtőzzön.                                                                     |
| Wes          | Danny Ramirez | Markovics Tamás                              | Mutáns, aki képes illúziókat teremteni, és akivel Lauren egyre közelebb kerül egymáshoz.                                               |
| Skyler       | Charlie Nix   | Timon Barna (1. hang) Nagy Gereben (2. hang) | Fiatal mutáns, aki a földalattiakkal él, és aki képes taszítani a tárgyakat.                                                           |

### Magyar változat
- Főcím: Endrédi Máté
- Magyar szöveg: Szojka László
- Hangmérnök: Szabó Péter (1. évad), Hollósi Péter (2. évad)
- Vágó: Völler Ágnes (1–8. rész), Ádám Gyöngyi (9., 11–13. rész), Baja Gábor (10. rész), Csabai Dániel (2. évad)
- Gyártásvezető: Masoll Ildikó (1. évad), Vigvári Ágnes (2. évad)
- Szinkronrendező: Vági Tibor (1. évad), Molnár Kristóf (2. évad)
- Produkciós vezető: Németh Attila (1. évad), Gál Zsuzsanna (2. évad)

A szinkront a Masterfilm Digital Kft. (1. évad) és a  Direct Dub Studios (2. évad) készítette el.

## Epizódok
| Évad | Évad | Részek száma | Részek száma | Eredeti sugárzás     | Eredeti sugárzás  | Eredeti adó | Magyar sugárzás   | Magyar sugárzás  | Magyar adó |
| Évad | Évad | Részek száma | Részek száma | Évadbemutató         | Évadzáró          | Eredeti adó | Évadbemutató      | Évadzáró         | Magyar adó |
| ---- | ---- | ------------ | ------------ | -------------------- | ----------------- | ----------- | ----------------- | ---------------- | ---------- |
|      | 1.   | 13           | 13           | 2017. október 2.     | 2018. január 15.  | Fox         | 2017. október 24. | 2018. január 16. | Fox        |
|      | 2.   | 16           | 16           | 2018. szeptember 25. | 2019. február 26. | Fox         | 2020. október 1.  | 2020. október 1. | FOX+       |